# روهر (فرانکن وسطی)
روهر (به آلمانی: Rohr) یک شهر در آلمان است که در Roth واقع شده‌است. روهر ۳٬۳۶۹ نفر جمعیت دارد.